# Brigitte Tsobgny
Brigitte Tsobgny, née au Cameroun en 1961, est une romancière et universitaire camerounaise.

## Biographie
Brigitte Tsobgny est née en 1961 à Dschang, dans la région de l’Ouest du Cameroun. Elle fait des études de physique et poursuit  dans la recherche et le développement de nouveaux matériaux pour l'industrie manufacturière. En 1989 elle soutient une thèse pour le doctorat ès sciences sous la direction de Jean-Jacques Videau, à l’université Bordeaux-I, sur le thème : «Nouveaux matériaux vitreux thiohalogènes transparents dans l'infrarouge». Dans la préface d’un de ses ouvrages, elle écrit : « J'aime les maths comme j'aime la poésie ou la peinture. Que de fois je suis tombée en extase devant une belle démonstration mathématique ! Que de fois il m'arrive d'être obsédée par un problème mathématique, de ne penser qu'à ça, à en perdre le sommeil ! ».
Elle enseigne ensuite à l’université de La Réunion, pendant trois ans, puis en Belgique et en France, tout en se consacrant à la littérature,.
Elle publie dans un premier temps des contes et des histoires pour enfants et adolescents : Quand la forêt parle, Ponok-Ponok, Drôles d'histoires mathématiques puis Fotakou, un petit mensonge de rien du tout. Quand la forêt parle est le parcours initiatique d’une adolescente dans la forêt tropicale africaine. L’ouvrage interroge les traditions africaines et permet de se projeter dans cette autre culture. Fotakou, un petit mensonge de rien du tout est un conte se déroulant également dans la forêt tropicale. Ponok-Ponok, Drôles d'histoires mathématiques est un recueil d’historiettes éducatives,,.
Son premier roman pour adultes s’intitule Rats et est une fable sur le comportement humain, le libre arbitre et le destin, mêlant avec humour science et littérature. Deux chercheurs observent et analysent le comportement de rats de laboratoire en leur imposant un rythme de vie réglé par leurs expériences. Un jour, un rat d'égout s'introduit dans l'animalerie. Il affirme à ses congénères qu'il existe d'autres vies possibles au dehors et leur révèle qu'ils sont des cobayes, prisonniers des chercheurs. Son deuxième roman, Amours tyranniques, est consacré à l’amour non -exclusif, à l’infidélité et à la sincérité des sentiments. Il  est à la fois dans le cru et le non-dit. Certaines scènes d'amour sont assez explicites, comme en ouverture du roman. Construit comme un roman à tiroir, la narration laisse apparaître progressivement des vies insoupçonnées. Dans L'Afro-Parisienne et la suite arithmétique du Saigneur de Paris, une afro-parisienne biophysicienne cherche à décrypter les rituels d’un tueur en série. C’est aussi, indirectement, l'analyse de la société française qui rend la vie difficile à une quadragénaire d'origine africaine, se sentant discriminée en raison de son sexe et de ses origines camerounaises.

## Principaux ouvrages pour la jeunesse
- 1999 : Quand la forêt parle, Acoria Jeunesse.
- 2002 : Ponok-Ponok, Drôles d'histoires mathématiques, illustrateur François Warzala, Odin Éditions.
- 2004 : Fotakou, un petit mensonge de rien du tout, illustrateur Augustin Détienne, Odin Éditions.

## Recueil de nouvelles
- 2005 : Face à pile: Mensonges, horreurs et splendeurs, illustrateur François Warzala, Odin Éditions. Onze histoires, et une fable en avant-propos.

## Principaux romans pour adultes
- 2004 : Rats, Odin Éditions.
- 2006 : Amours Tyranniques, Odin Éditions.
- 2013 : L'Afro-Parisienne et la suite arithmétique du Saigneur de Paris, Odin Éditions.